# Омаров, Шамиль Махмудович
Шамиль Махмудович Омаров (10 июня 1994, Хасавюрт, Дагестан, Россия) — российский и итальянский борец вольного стиля. Чемпион Италии.

## Спортивная карьера
Является воспитанником хасавюртовского УОР. Второй борец вольного стиля из Дагестана после Шамиля Кудиямагомедова, который будет защищать цвета сборной Италии. В январе 2022 года стал чемпионом Италии и получил право на участие на чемпионате Европы в Будапеште. 

## Спортивные результаты
- Чемпионат Италии по вольной борьбе 2022 — ;

## Личная жизнь
По национальности — аварец. Жена — итальянка, зовут Ребекка Дэ Лео, познакомился с ней в соцсетях, она является победительницей первенства Европы среди младших юношей по женской борьбе. В Хасавюрте сыграли свадьбу по дагестанским обычаям. Ребекка приняла ислам.